# Turbulence 2
Turbulence 2 (Originaltitel: Fear of Flying) ist ein US-amerikanischer Actionfilm von David Mackay aus dem Jahr 1999. Er ist eine Fortsetzung des Actionfilms Turbulence mit Ray Liotta, Lauren Holly, Hector Elizondo und Rachel Ticotin aus dem Jahr 1997. Im Jahr 2001 wurde der Film Turbulence 3 mit Craig Sheffer und Rutger Hauer veröffentlicht.

## Handlung
Eine Gruppe der Menschen, die unter der Flugangst leiden, nimmt in Los Angeles an einem Therapieprogramm teil. Zum Programm gehört ein Flug mit dem Flugzeug.
Während des Fluges wird das Flugzeug von Terroristen gekapert. Sie töten den Piloten und drohen, alle Fluggäste mit chemischen Waffen umzubringen. Martin Messerman und Jessica bauen eine der elektronischen Anlagen an Bord derart um, dass sie Kontakt mit der Flugsicherung aufnehmen können. Robert Sikes warnt sie, dass das FBI darauf besteht, das Flugzeug abzuschießen, sollte es sich einer der größeren Städte nähern.
Einer der Passagiere landet das Flugzeug.

## Kritiken
Ryan Cracknell schrieb im Apollo Guide, dass der Film keinerlei Verbindung mit dem ersten Film aufweise. Die Figuren seien stereotyp, die Darstellungen seien schlecht.
Das Lexikon des internationalen Films kritisierte die „uninspirierte Inszenierung“, die sich „mit vielen Ungereimtheiten über die Zeit“ mogle. Zudem würde das Interesse an dem „manchmal unfreiwillig komischen“ Film aufgrund der „lustlose[n] Darsteller“ wie auch dem „einfallslose[n] Drehbuch ohne innere Spannung“ schnell nachlassen.

## Auszeichnungen
Der Film wurde im Jahr 2001 für den Tonschnitt für den Motion Picture Sound Editors Award nominiert.

## Hintergrund
Der Film hatte seine Weltpremiere am 27. Dezember 1999 in Südkorea.
Die Dreharbeiten fanden in Vancouver statt.